# Karabin maszynowy DP
DP – radziecki ręczny karabin maszynowy skonstruowany przez Wasilija A. Diegtiariowa, oznaczany także DP wzór 1927 (DP-27) lub DP wzór 1928.

## Historia
Nazwa DP jest skrótem od Diegtiariow Piechotnyj (ros. karabin maszynowy piechoty Diegtiariowa). Karabin ten był jednym z pierwszych typów broni skonstruowanej po 1917 w Związku Radzieckim. Prototyp został zbudowany w 1926 roku. Został przyjęty na uzbrojenie Armii Czerwonej jako podstawowy ręczny karabin maszynowy w 1927 roku i wykorzystywany przez nią z dużym powodzeniem do końca II wojny światowej. W źródłach radzieckich karabin ten najczęściej oznaczany był DP bez oznaczenia roku. Czasami oznaczany był DP-27 (DP wzór 1927) (oznaczenie stosowane w Finlandii), natomiast w Polsce znany jest jako DP wzór 1928.
Karabin DP był bronią niezawodną i prostą w produkcji, nie był jednak pozbawiony wad. Największym błędem okazało się umieszczenie sprężyny powrotnej pod lufą (sprężyna otaczała trzon tłoka gazowego). W tak intensywnie strzelającej broni powodowało to nagrzewanie się sprężyny, która traciła własności sprężyste. Także trwałość niektórych części okazała się niższa niż wymagana. W nowym karabinie sprężyna powrotna została umieszczona w komorze za zamkiem, co skutkowało pojawieniem się charakterystycznej tulei z tyłu komory zamkowej. Wzmocniono niektóre elementy karabinu (iglicę, wyrzutnik), przekonstruowano bezpiecznik. Pod komorą zamkową pojawił się chwyt pistoletowy. Wzmocniono także dwójnóg. Zmodernizowana wersja oznaczona była symbolem DPM, gdzie M oznacza modernizowany. Największą wadą karabinu nadal pozostawał magazynek. Magazynek talerzowy, choć miał sporą pojemność, był ciężki, skomplikowany i drogi w produkcji. Także ładowanie go w warunkach polowych nie należało do najłatwiejszych. Wadę tę próbowano usunąć, zmieniając zasilanie magazynkowe na taśmowe. W ten sposób powstał karabin maszynowy RP-46.
Wybór magazynka talerzowego wynikał ze specyficznych doświadczeń z wojny domowej w Rosji. Wojna ta obfitowała w krótkotrwałe i dynamiczne starcia niewielkich oddziałów (często konnych) złożonych przeważnie ze słabo wyszkolonych żołnierzy, między którymi (starciami) istniały długie okresy spokoju; podczas takich starć nie było czasu na rozstawienie i użycie ciężkich karabinów maszynowych (ponadto niewielkie oddziały nierzadko nie dysponowały nimi). W takich warunkach najlepiej sprawdzał się magazynek talerzowy (obecny np. w karabinie maszynowym Lewis). Jego zaletą była duża pojemność, co pozwalało wystrzelić w czasie starcia dużą liczbę pocisków, co często powodowało załamanie się niedoszkolonych żołnierzy przeciwnika. Wady magazynka talerzowego (powolne i trudne ładowanie) nie ujawniały się, ponieważ pomiędzy starciami było sporo czasu na załadowanie magazynków. Podczas II wojny światowej okazało się, że w warunkach regularnej wojny wymagane jest (w przypadku ręcznych karabinów maszynowych) prowadzenie ognia wspierającego przez dłuższy czas, a w roli broni do szybkiego wystrzelenia większej liczby pocisków był stosowany pistolet maszynowy. W takich warunkach szybko dawały znać o sobie wady magazynka talerzowego (w celu zmniejszenia tej niedogodności, od 1943 r. każda drużyna piechoty dysponowała dwoma rkm-ami).
Poza wersjami przeznaczonymi dla wojsk lądowych istniały specjalizowane, pokładowe wersje DP – DA i DT.
- DA – lotnicza wersja DP. Został wprowadzony do uzbrojenia w roku 1928. Przystosowując karabin do nowych celów, usunięto zbędną osłonę lufy, tłumik płomieni, celownik krzywkowy i kolbę, a także przekonstruowano bezpiecznik.
- DT – czołgowy karabin maszynowy. Zakres zmian w stosunku do DP bardzo podobny jak w przypadku DA. Pierścień mocujący miał inną konstrukcję (współpracował z jarzmem kulistym). Celownik przeziernikowy. Kolba metalowa wysuwana o regulowanej długości. Karabin mógł być demontowany i używany poza pojazdem. Ponieważ muszka była częścią jarzma kulistego, dwójnóg (według oficjalnej terminologii „nóżki do strzelania naziemnego”) karabinu DT miał w górnej części wspornik z muszką. W 1944 roku przyjęto do uzbrojenia czołgowy karabin maszynowy DTM, będący pochodną DPM.

## Opis konstrukcji
Ręczny karabin maszynowy DP był zespołową bronią samoczynną. Zasada działania oparta na odprowadzaniu gazów prochowych przez boczny otwór w lufie, ryglowanie zamka za pomocą dwóch symetrycznie rozmieszczonych rygli, odchylających się w płaszczyźnie poziomej. Strzelanie z zamka otwartego, krótkimi seriami (3–6 pocisków). Ogień długimi seriami dopuszczano tylko wyjątkowo. Zasilanie magazynkowe – magazynek talerzowy na 49 naboi, jednak przy pełnym załadowaniu często się zacinał, przez co nakazano ładowanie tylko 47 nabojami (stąd w późniejszych seriach wybity na górnym talerzu magazynka napis „47 naboi” dla przypominania ładującym). Są wzmianki o opracowywaniu magazynka pudełkowego. Lufa wymienna (połączenie bagnetowe) poprzez wielosektorowo (co 120 stopni) wycięty gwint prostokątny, zakończona stożkowym tłumikiem płomieni. Broń standardowo wyposażona w stałą kolbę drewnianą, dwójnóg, osłonę lufy, tłumik płomienia.
Cykl ryglowania/odryglowania obejmował przy strzale
Oparcie się zamka przy strzale o dno naboju a po 8 mm przesuwu suwadła bijnik/iglica zbijał spłonkę. Przy odrzucie najpierw 8 mm na odsunięcie bijnika a potem do 12–13 mm na odryglowanie zamka przez skosy w ramie suwadła. Całkowita droga suwadła 149 mm a zamka 136 mm. Potem uderzenie w koniec ramy spustowej i zaczepienie się na listwie spustowej. Broń gotowa do następnego strzału.
Zmiany zachodzące w czasie produkcji DP
Jedne z pierwszych zmian nastąpiły już w 1932 roku. Kolejne modyfikacje następowały co jakiś czas a wynikały one nie tylko z chęci poprawy np. chłodzenia lufy, ale również z potrzeb wojny (upraszczanie technologii produkcji). Stąd, mimo że lufa z grzebieniami szybciej się chłodziła, to na jej wykonanie potrzeba było więcej roboczo-godzin a potrzeby frontu były duże, dlatego w latach wojny spotyka się lufy gładkie.
Należy również pamiętać, że broń ta była produkowana nie tylko w Kowrowie (zakłady Nr 2 i ich filia Nr 1), ale i w Stalińsku (Nowokuźnieck) (zakłady Nr 526) oraz w Leningradzie, a po zakończeniu oblężenia w fabryce Arsenał (Nr 7) – i z tego powodu mogły też występować różnice.

## Galeria

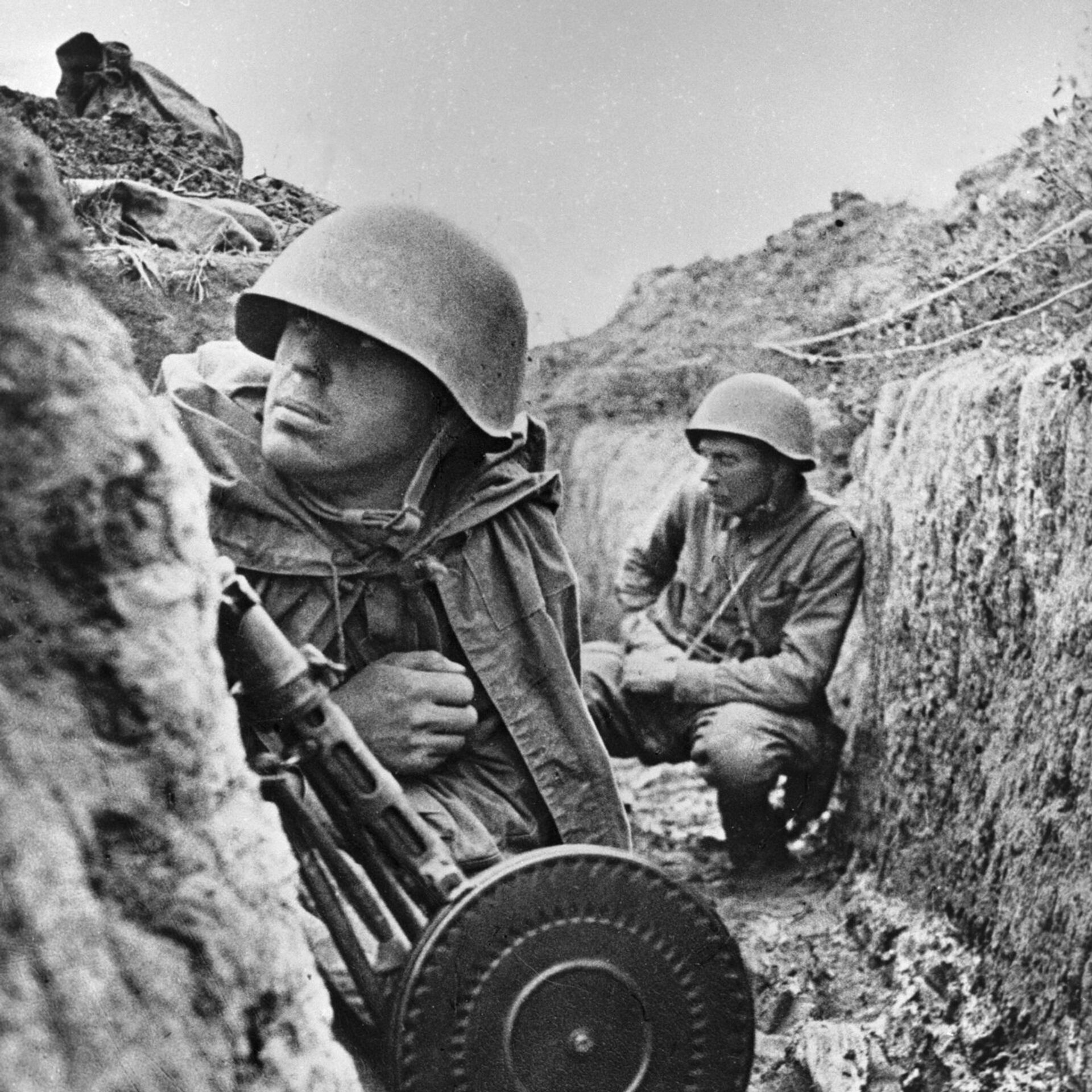
Żołnierze radzieccy z Frontu Leningradzkiego przed ofensywą z DP
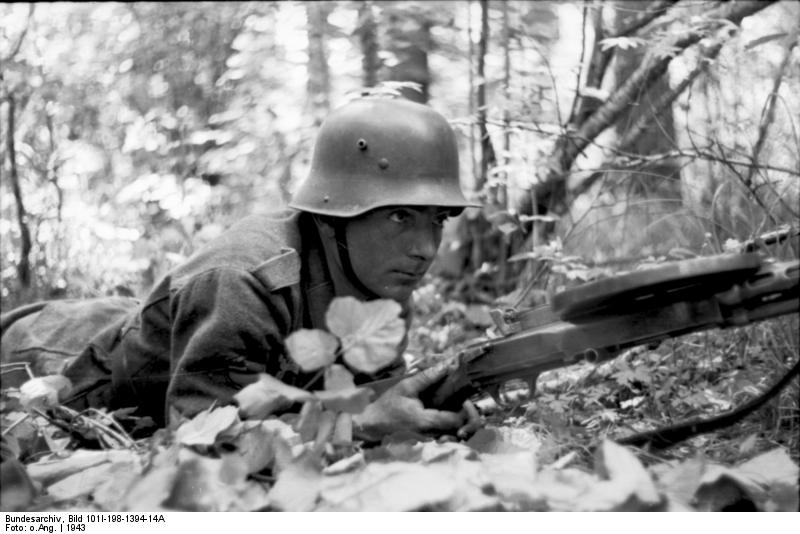
Hilfswillige z DP
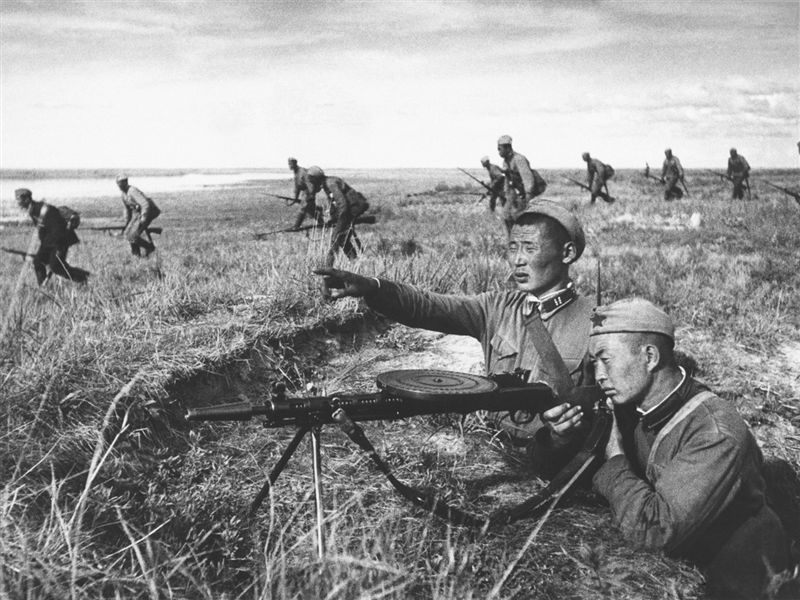
Żołnierze Mongolskiej Armii Ludowej z DP w trakcie bitwy nad Chałchin-Goł. Zwraca uwagę założony odwrotnie, na wylot lufy, tłumik płomieni.
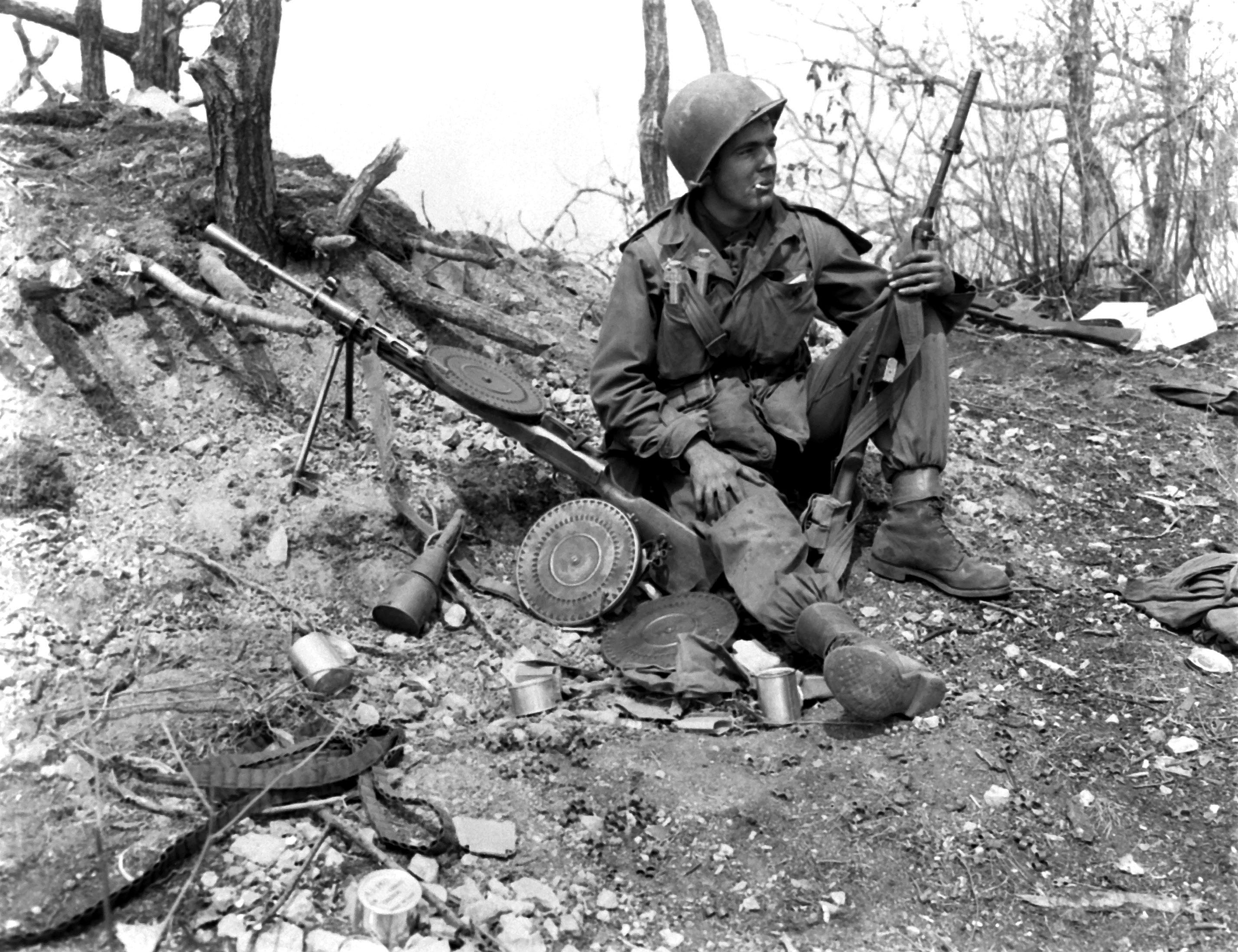
Żołnierz amerykański przy zdobycznym egzemplarzu DP w czasie wojny koreańskiej